# Matthew Broome
Matthew Broome, född 2000, är en brittisk skådespelare.
Broome är utbildad vid Guildhall School of Music and Drama där han 2022 tog en kandidatexamen i skådespeleri. I TV-serien The Buccaneers spelade han den återkommande karaktären Guy Thwarte. I filmen My Fault: London spelade han Nick, en av huvudrollerna.

## Filmografi (i urval)
- 2023 – The Buccaneers (TV-serie)
- 2025 – My Fault: London